# Fulton (Kansas)
Fulton – miasto położone w hrabstwie Bourbon.